# Académico de Viseu
Académico de Viseu Futebol Clube – portugalski klub piłkarski, grający obecnie w drugiej lidze portugalskiej, mający siedzibę w mieście Viseu.

## Historia
Klub został założony w 1914 roku. W sezonie 1978/1979 po raz pierwszy w swojej historii zagrał w pierwszej lidze portugalskiej, jednak zajął 16. miejsce i spadł do drugiej ligi. W 1980 roku klub ponownie wywalczył promocję do pierwszej ligi i tym razem grał w niej przez dwa lata. Spadł do drugiej w sezonie 1981/1982. Po raz trzeci do klub awansował do pierwszej ligi w 1988 roku. W sezonie 1988/1989 był ostatni w lidze i spadł do drugiej.

## Historia występów w pierwszej lidze
| Sezon     | Pozycja      | M  | Pkt. | Z | R | P  | GZ | GS |
| --------- | ------------ | -- | ---- | - | - | -- | -- | -- |
| 1978/1979 | 16. (spadek) | 30 | 11   | 5 | 1 | 24 | 13 | 75 |
| 1980/1981 | 13.          | 30 | 25   | 8 | 9 | 13 | 24 | 40 |
| 1981/1982 | 14. (spadek) | 30 | 23   | 9 | 5 | 16 | 24 | 52 |
| 1988/1989 | 20. (spadek) | 30 | 19   | 5 | 9 | 24 | 20 | 70 |

## Reprezentanci kraju grający w klubie
Stan na czerwiec 2015
| - João Alves - Rui Bento - José Leal - António Nogueira - Marco Abreu - Joni - Luisinho - Bruno Mauro - João Ricardo - Nail Beširović - Bacari Djaló - Eridson | - Euclides Ido Mendes - Ibraima So - Amadou Pathé Diallo - Ali Hassan - Zé de Angola - Cafú - Gerson Duarte Lobo - Zé da Rocha - Ze Rui - Simão Semedo - Orlando Monteiro - Jairson Semedo |